# انجمن ویژن
انجمن ویژن (انگلیسی: Vision Forum) یک سازمان مسیحی انجیلی مستقر در سن آنتونیو در تگزاس آمریکا بود که در سال ۱۹۹۸ تأسیس شد. رئیس آن داگ فیلیپس، پسر رهبر حزب قانون اساسی ایالات متحده، هوارد فیلیپس بود. انجمن ویژن یک سازمان غیرانتفاعی سازمان ۵۰۱ (سی) بود که توسط هیئت مدیره آن در نوامبر ۲۰۱۳ پس از اعتراف داگ فیلیپس به خیانت زناشویی و اتهامات سوء‌استفاده جنسی بسته شد.عملیات تجاری مرتبط به آن، به نام «الحاق انجمن ویژن» (Vision Forum, Inc)، تا ژانویه ۲۰۱۴ به کار خود ادامه داد، زمانی که اعلام شد که آن نیز در حال تعطیل کردن عملیات است. انجمن ویژن از پدرسالاری کتاب مقدس، آفرینش‌گرایی، آموزش در خانه، کلیساهای یکپارچه خانوادگی، و باورهای مهیج حمایت می‌کرد.